# Dżawalik
Dżawalik – wieś w Syrii, w muhafazie Hims, w dystrykcie Hims. W 2004 roku liczyła 510 mieszkańców.